# 삼속
삼속(Cannabis)은 세 개의 변종을 포함하는 속씨식물의 속이다. 대마초의 재료로 사용되어, 대부분의 국가에서 마약성 대마의 재배는 불법이다.

## 재배
대한민국을 포함한 대부분의 국가에서 마약성 대마초의 재배는 불법이므로, 적발을 방지하기 위해 생장텐트 따위를 이용하여 실내에서 기르기도 한다. 사법 기관은 이에 대응하여 전력 공급자의 기록을 제공받아 전기를 비정상적으로 많이 사용하는 주택을 골라내거나, 열감지기를 통해 이상할 정도로 열기가 많이 새어나오는 주택을 탐지한다.

## 하위 종
- 삼(Cannabis sativa)[2]
- Cannabis indica[2]
- Cannabis ruderalis

위 세 종은 중앙아시아와 남아프리카의 재래종이다.

## 같이 보기
- 대마초